# Siesikai

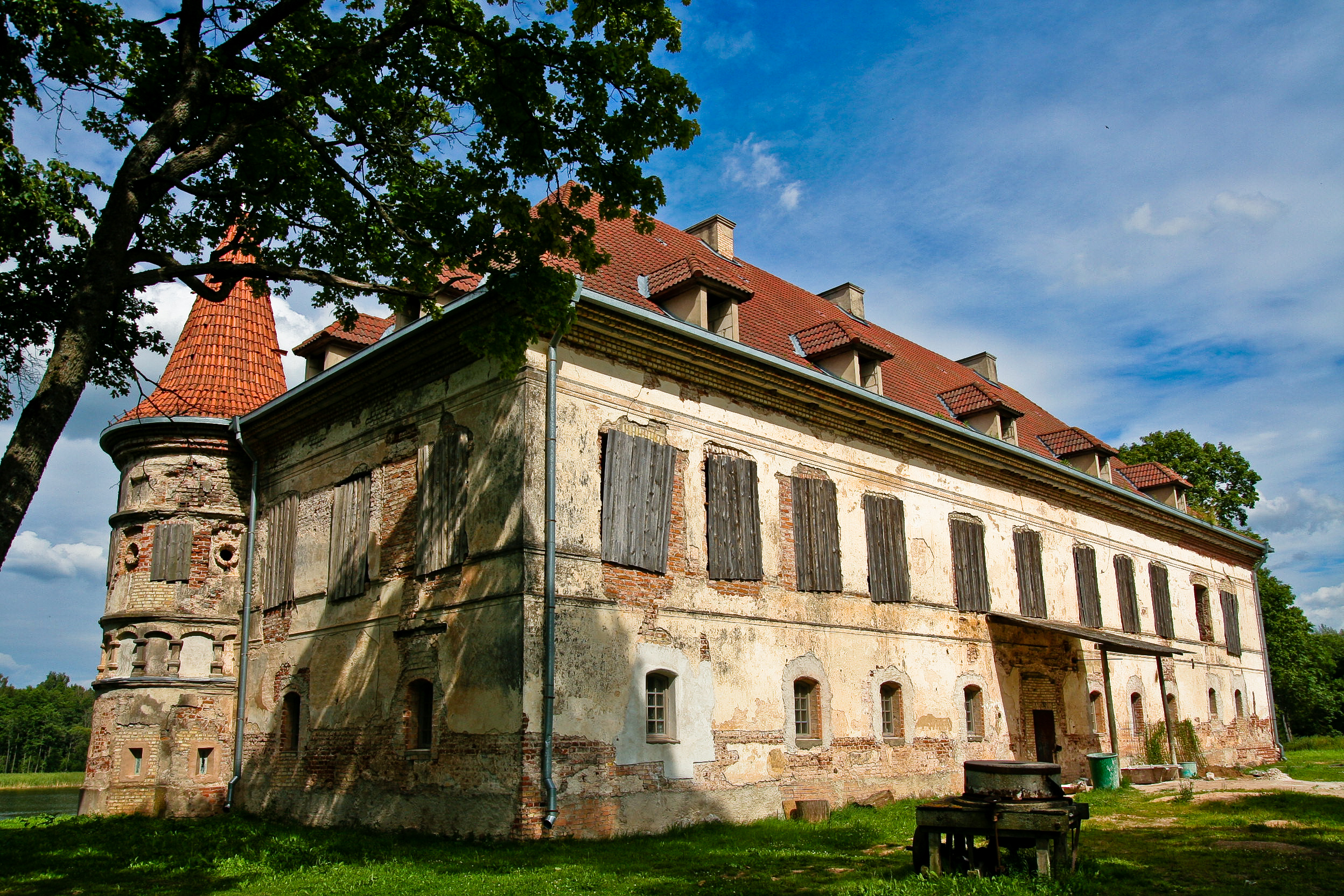
Schloss von der südlichen Seite

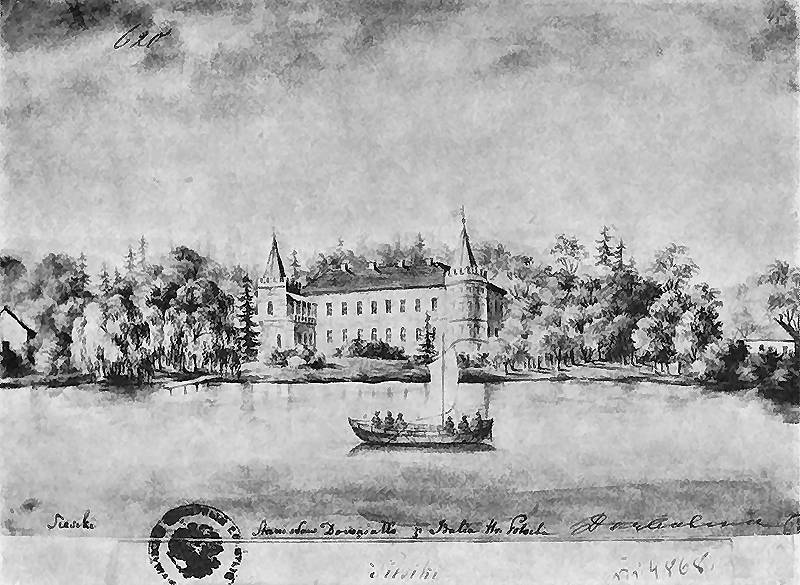
Hof Siesikai, 19. Jh.

Siesikai ist ein Städtchen in Litauen, im Westen des Rayons Ukmergė.

## Lage und Einwohner
Siesikai liegt am See Siesikai etwa 22 km nordwestlich von Ukmergė. Das Städtchen hatte im Jahre 2011 508 Einwohner.

## Geschichte
Die katholische Kirche gibt es seit 1537. Im Städtchen ist ein Freiheitsdenkmal und das Schloss Siesikai aus dem 16. Jahrhundert.
Außerdem gibt es die Mittelschule Siesikai, eine Post (LT-20048), ein  Kulturhaus, Ambulanz, Apotheke und die Försterei Siesikai.
Seit 1998 führt das kleine Städtchen ein offizielles Wappen, das vom Präsidenten Litauens bestätigt wurde.